# 马索·富尔卡德
马索·富尔卡德（法語：Marceau Fourcade，1905年1月26日—？），法国男子赛艇运动员。他曾代表法国参加1936年夏季奥林匹克运动会赛艇比赛，获得男子双人单桨有舵手铜牌。